# سیارک ۸۲۲۹
سیارک ۸۲۲۹ (به انگلیسی: 8229 Kozelsky، نامگذاری:1996YU2) هشت هزار و دویست و بیست و نهمین سیارک کشف شده‌است که در ۲۸ دسامبر ۱۹۹۶ کشف شد.
قدر مطلق سیارک برابر ۱۲٫۵۰ است.